# Ricky Sings Again
Ricky Sings Again – trzeci studyjny album piosenkarza Ricky’ego Nelsona wydany w styczniu 1959 roku przez Imperial Records.
Album został wydany ponownie na płytę CD w 2012 roku z dodatkowymi utworami bonusowymi.

## Utwory
| 1.  | It's Late                    | 1:57 |
| 2.  | One Of These Mornings        | 1:50 |
| 3.  | Believe What You Say         | 2:04 |
| 4.  | Lonesome Town                | 2:15 |
| 5.  | Trying To Get To You         | 2:14 |
| 6.  | Be True To Me                | 2:25 |
| 7.  | Old Enough To Love           | 2:16 |
| 8.  | Never Be Anyone Else But You | 2:15 |
| 9.  | I Can’t Help It              | 2:16 |
| 10. | You Tear Me Up               | 2:20 |
| 11. | It's All In The Game         | 1:58 |
| 12. | Restless Kid                 | 1:56 |